# Dasyuromyia nigriceps
Dasyuromyia nigriceps är en tvåvingeart som beskrevs av Aldrich 1934. Dasyuromyia nigriceps ingår i släktet Dasyuromyia och familjen parasitflugor. Inga underarter finns listade i Catalogue of Life.